# Солаколу
Солаколу (рум. Solacolu) — село у повіті Келераш у Румунії. Входить до складу комуни Серулешть.
Село розташоване на відстані 37 км на схід від Бухареста, 64 км на захід від Келераші.

## Населення
За даними перепису населення 2002 року у селі проживали 286 осіб, з них 285 осіб (99,7%) румунів. Усі жителі села рідною мовою назвали румунську.